# Lavoisiera quinquenervis
Lavoisiera quinquenervis är en tvåhjärtbladig växtart som beskrevs av John Julius Wurdack. Lavoisiera quinquenervis ingår i släktet Lavoisiera och familjen Melastomataceae. Inga underarter finns listade i Catalogue of Life.